# Kranzlmarkt și Rathausplatz

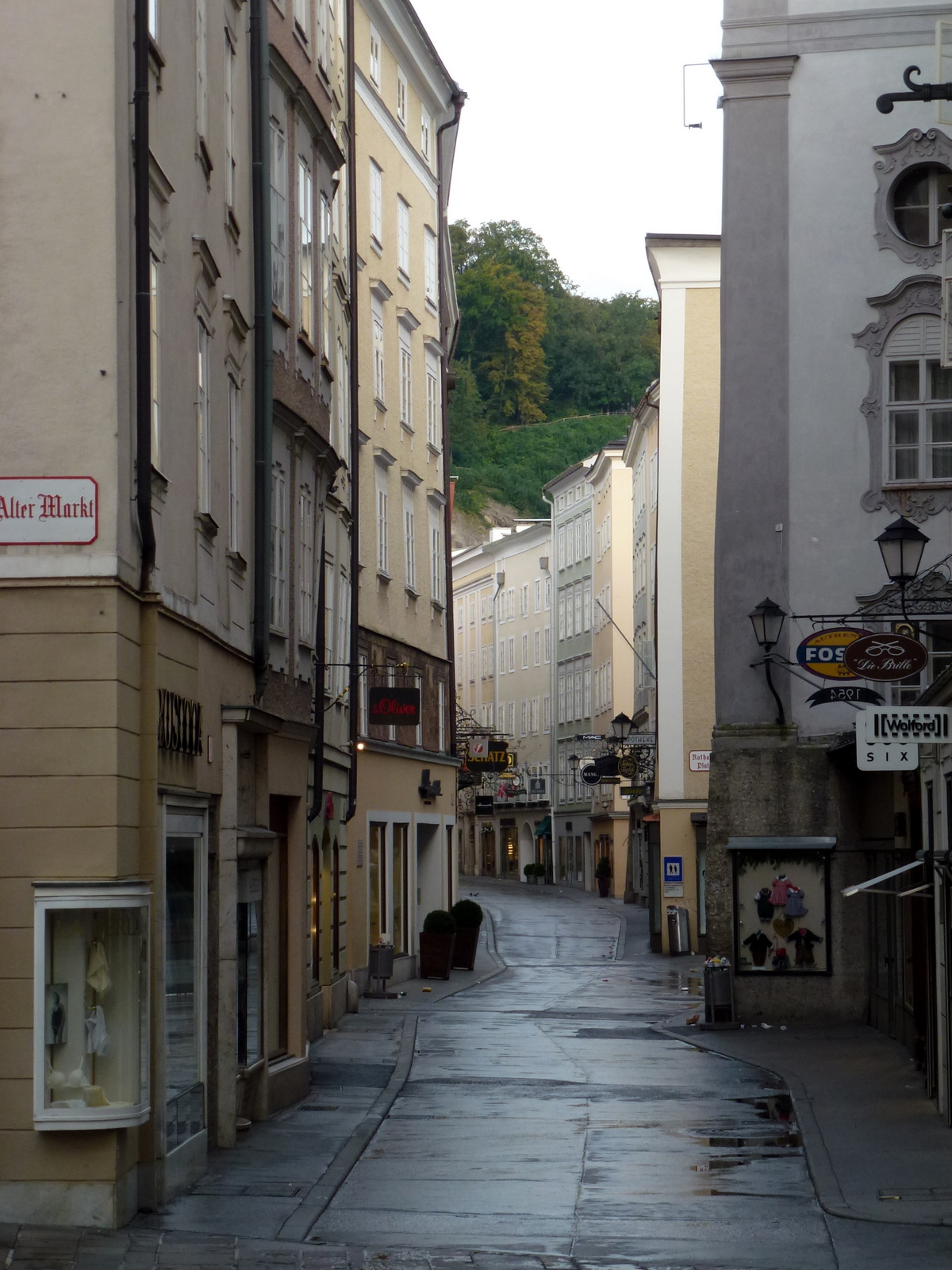
Kranzlmarkt văzută din Alter Markt

Kranzlmarkt din Centrul vechi (Altstadt) al orașului Salzburg este o străduță care face legătura între Getreidegasse și Alter Markt, în timp ce mica Rathausplatz se află la intersecția străduțelor Kranzlmarkt și Getreidegasse și face legătura cu fostul Hauptbrücke (astăzi Staatsbrücke).
Kranzlmarkt a servit în trecut în primul rând ca piață de păsări și de ouă, numele străzii fiind schimbat adesea: ea a purtat numele de Eiermarkt (1452-1585), Preinmarkt (Prein = mei), Hühnermarkt (1700-1790) și în final de Vogelmarkt sau Kranzlmarkt.

## Clădiri vechi în Kranzlmarkt și Rathausplatz

### Klampfererhaus, Spitalhaus
(Klampferergasse 3) După 1408 casa a fost numită „spittlhaws an der alten Prucken”. În apropiere s-a aflat între anii 1316-1598 podul principal peste râul Salzach. Numele casei provenea de la faptul că în clădire funcționa spitalul orășenesc. Casa a fost închiriată în anul 1639. Clădirea era cunoscută prin 1800 sub numele de Klampfererhaus, din cauza faptului că aici locuiau tinichigii. 

### Kranzlmarkt 2
Această „Egkhaus an der Wexlpank, das des Samer gewesen” a fost o lungă perioadă casa familiei Samer. În trecut a funcționat acolo o bancă aflată în proprietatea bogaților comercianți venețieni. Ulrich der Wexler, care a murit potrivit documentelor în anul 1382, a fost probabil tatăl lui Ulrich Samer, care a trăit în această casă prin 1400. De familia Samer amintește fosta Capelă Samer din cimitirul Catedralei. Proprietarii casei au fost între anii 1501 și 1900 numai comercianți.

### Kranzlmarkt 3
Smidtnerhaus, în a cărei structură este ascuns un vechi turn gotic, a fost menționată pentru prima dată în 1452 și s-a aflat din 1585 „in foro ovorum” (în Eiermarkt). Ea era situată pe un fost pasaj ce traversa râul Salzach. Ferestrele cu ancadramente gotice ale casei au fost descoperite în 1939.  

### Kranzlmarkt 4, Hasenhaus
Înainte de 1408 a locuit aici binecunoscuta familie veche Koller (Cholrär). Proprietarii casei au fost fără întrerupere, din 1472 și până în 1900, comercianți. La început, această casă a avut metereze, care au fost zidite la scurt timp după 1565 și transformate într-un pod cu două etaje. Patronul binecunoscut al lui Mozart, Johann Lorenz Hagenauer, a cumpărat această casă în 1789 pentru fiul său, Leopold Hagenauer, de la familia falită a băcanului Bauerfeind și a reconstruit-o probabil după proiectul lui Johann Georg Laschensky. Această casă este cunoscută pentru că arată o „lume inversată” înainte de reconstrucția din 1783 pe întreaga fațadă laterală dinspre stradă, în care rolurile animalelor și oamenilor au fost inversate: iepurii vânează și prăjesc carne de oameni, câini și vulpi. A fost montată următoarea inscripție: „Die uns fiengen, schundten und assen, Die zahlen wir itzt mit solcher massen. Uns Hasen hat es ganz gerathen, daß wir itzt Hund und Jäger brathen”. Imaginile de pe această fațadă sunt păstrate în prezent la Salzburg Museum Carolino Augusteum.

### Kranzlmarkt 5
„Casa din Eiermarkt” a fost menționată pentru prima dată în timpul fostului primar Augustin Klaner († 1494), donatorul „Clanerfensters” de la Biserica Mănăstirii Nonnberg. 

### Salzburger Rathaus, Rathausplatz 1
(= Kranzlmarkt 1)

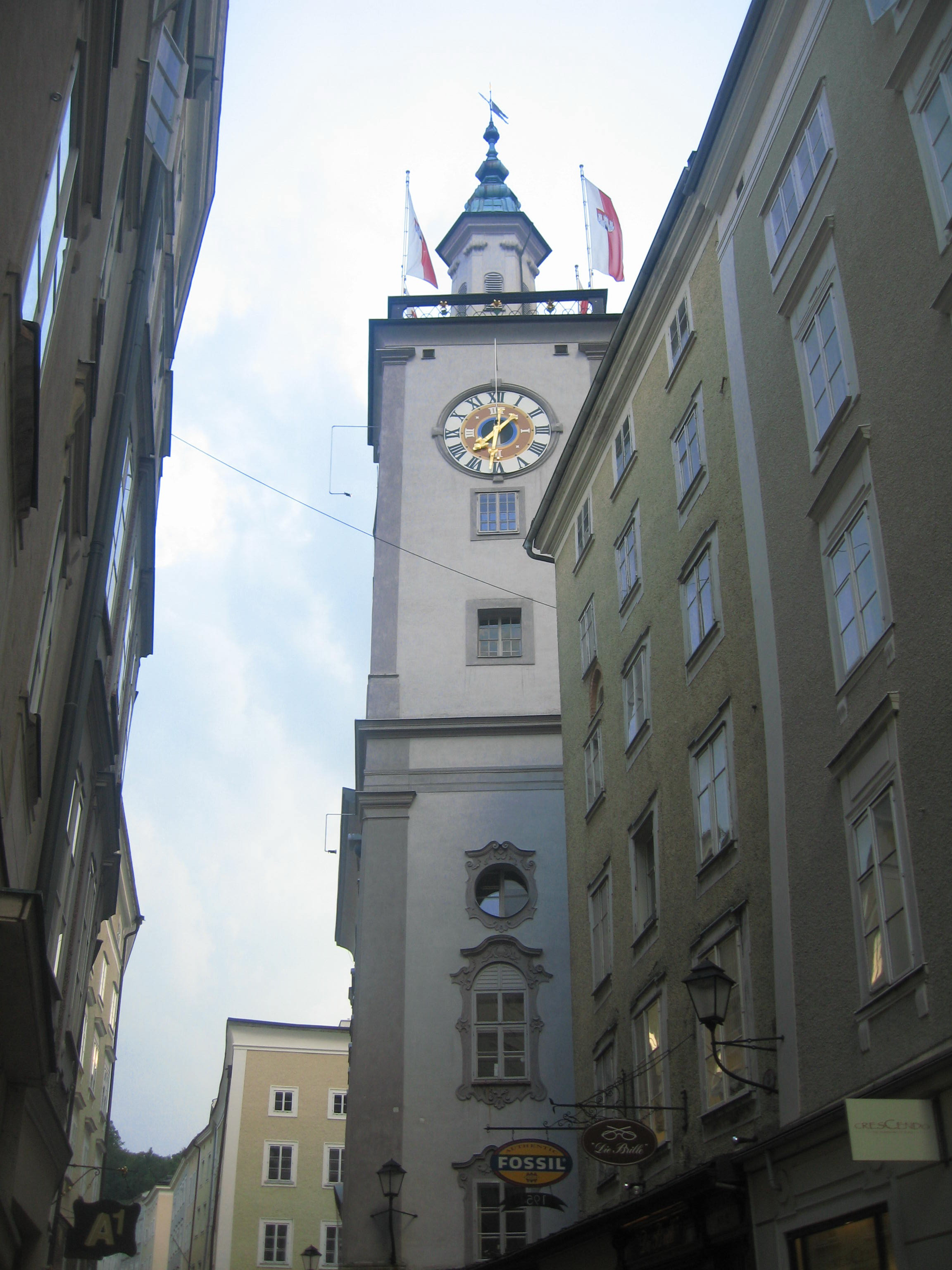
Turnul Primăriei din Salzburg

Familia Keutzl a locuit în această casă cu turn până în 1407. Apoi autoritățile orașului au cumpărat casa și au folosit-o ca tribunal orășenesc, clădire de birouri sau primărie. De aici trăgea clopotele paznicul de noapte al orașului, strigând următoarele: 
"Merkt auf ihr Herrn und lasst euch sagen; der Hammer hat neun (etc)  Uhr geschlagn. Gebt acht auf Feuer und aufs Liecht, damit Niemand kein Schaden geschicht. So loben wir Gott den Herren und unsa liebe Frau, die unbefleckte Jungfrau. Neun (etc) Uhr!  (după Friedrich Graf Spaur, 1800)

### Rathausplatz 2 (Landschadenhaus, Hauptmaut)
Deținută anterior de nobilii carintieni, casa a fost cumpărată în 1556 de către arhiepiscopul Michael von Kuenburg și folosită drept casă unde se încasau taxele de drum. Aici se afla încă din 1485 un birou de taxare, unde se încasau taxele vamale pentru trecerea persoanelor și a mărfurilor. Casa a fost proprietatea Arhiepiscopiei și apoi, după 1816 proprietatea monarhiei până ce și-a găsit, în sfârșit, în 1859 un cumpărător privat. La primul etaj se află un sgraffito al lui Karl Reisenbichler și următorul text: „Die Wolle, die man hier gewinnt / und an dem Rad zu Garne spinnt, / die wird allhier zu Tuch gemacht / und ferner nach der Walch gebracht. / Es folget Farb und Scher darauf, / womit es fertig zum Verkauf. / Der Frächter führt es über Land, / der Kaufherr prüfts mit kundger Hand. / Zur Auswahl liegt das Tuch bereit, / und jeder wählet hier sein Kleid”.  

### Rathausplatz 4
Aripa laterală a clădirii dinspre piață se află spre râul Salzach. Arcul Porții Primăriei, construit la mijlocul secolului al XVI-lea, ducea la Staatsbrücke (anterior Hauptbrücke). Acest arc a fost reconstruit deseori în cursul timpului și se prezintă astăzi într-o formă foarte simplă. Chiar înainte de construirea podului principal în această locație în anul 1599 aici era o poartă numită Keuzltor, care era păzită de un gardian.